# キム・チョヨプ
キム・チョヨプ（김초엽、金草葉、Kim Choyeop、1993年2月1日生）は、大韓民国のSF小説家。2017年に「館内紛失」と「わたしたちが光の速さで進めないなら」で第2回韓国科学文学賞の中短編部門賞と佳作を受賞して作家活動を開始した。SFWUKのメンバーである。

## 略歴
1993年、蔚山広域市生まれ。両親はともにアーティストであり、父親のキム・チェオンは蔚山で有名なオカリナ奏者であり、母親のキム・ヨンヘは蔚山北区文学界で活動する詩人にして小説家である。若年のころから多くの本を読み、化学書で物質の概念に焦点を当ててからは科学書籍を読み漁った。本人曰くカール・セイガンの著書を多数読んでいる。
鶴城女子高等学校卒業後は浦項工科大学校（POSTECH）に進み、化学科に入学した。大学院に進学して生化学の修士課程を履修し、熱帯感染症を診断する「バイオセンサー」を研究した。大学院卒業を控えた2017年、第2回韓国科学文学賞に中編「館内紛失」と短編「わたしたちが光の速さ進めないなら」を寄稿し、それぞれの部門で大賞と佳作を受賞した。
10代後半に聴覚障害と診断されている。
一番下の弟はゲーム開発者として働いている。

## 著作リスト
- 『わたしたちが光の速さで進めないなら（朝鮮語版）』（ハッブル）2019年6月 ISBN 979-11900900-1-8
  - 「巡礼者たちはなぜ帰らない」、「スペクトラム」、「共生仮説」、「わたしたちが光の速さで進めないなら」、「感情の物性」、「館内紛失」、「わたしのスペースヒーローについて」
- 《원통 안의 소녀》（円筒の中の少女）（チャンビ）2019年 ISBN 978-89364590-2-4
- 『地球の果ての温室で』
- 『この世界からは出ていくけれど』
- 『惑星語書店』
- 《므레모사》（ムレモサ）
- 《사이보그가 되다》（サイボーグになる）
- 《책과 우연들》（本と偶然たち）
- 《진동새와 손편지》（振動鳥と手紙）
- 『派遣者たち』
- 《아무튼, SF 게임》（まぁ、SFゲーム）

### 共著
- 《제2회 한국과학문학상 수상작품집》（第2回韓国科学文学賞受賞作品集）（ハッブル）2018年3月ISBN 979-11960902-2-7
  - 「わたしたちが光の速度で進めないなら」、「館内紛失」
- 《장르의 장르》（ジャンルのジャンル）（安全家屋）2018年10月ISBN 979-11963470-0-0
  - 「生命工学SF」
- 《전쟁은 끝났어요》（戦争は終わりました）（ヨーダ）2019年3月ISBN 979-11890991-2-1
  - 「巡礼者たちはなぜ帰らない」
- 《광장》（広場）（ワークルームプレス）2019年9月ISBN 979-11893562-3-1
  - 「広場」
- 《오늘의 SF》（今日のSF）（アルテ）2019年11月ISBN 978-89509845-2-6
  - 「認知空間」
- 《어피스오브 Apieceof》（アピースオブ Apieceof）（デザイン・ユーム）2019年12月ISBN 979-11886945-6-3
  - 「仮面」、「そういえば」
- 《2020 제11회 젊은작가상 수상작품집》（2020第11回若い作家賞受賞作品集）（文学近所）2020年4月ISBN 978-89546711-5-6
  - 「認知空間」